# Departamento de Tchirozérine
Tchirozérine es un departamento situado en la región de Agadez, de Níger. En diciembre de 2012 presentaba una población censada de 244 706 habitantes. Su chef-lieu es Tchirozérine.
Se ubica en el suroeste de la región e incluye en su territorio a la capital regional Agadez.

## Subdivisiones
Está formado por cuatro comunas, que se muestran asimismo con población de diciembre de 2012:
Comunas urbanas
- Agadez (118 240 habitantes)
- Tchirozérine (63 503 habitantes)

Comunas rurales
- Dabaga (23 969 habitantes)
- Tabelot (38 994 habitantes)

Hasta la reforma territorial de 2011, se incluían también en este departamento las comunas rurales de Aderbissinat e In-Gall, que actualmente forman cada una por sí misma un departamento.